# Olaf Mußmann
Olaf Mußmann (* 1958) ist ein deutscher Historiker, Politologe und Arbeitswissenschaftler.

## Leben
Nach dem Studium der Geschichte, Politik und Arbeitswissenschaften an den Universitäten Hannover und Dortmund arbeitete Mußmann zunächst von 1991 bis 1995 an der Universität Hannover im Bereich Forschung und Lehre. Anschließend hatte er bis 1999 eine Leitungsfunktion im öffentlichen Dienst im Landratsamt Nordhausen inne. Es folgte eine Tätigkeit als Verlagsredakteur im Schrödel-Verlag. Seit 2001 ist er Geschäftsführender Partner im Bereich Personalentwicklung, Organisationsentwicklung und Coaching.

## Werke
- Bomlitz. Perspektiven der Geschichte. Geiger, Horb am Neckar 1989, ISBN 3-89264-305-9
- (als Hrsg.:) Leben abseits der Front. Hannoverscher Alltag in kriegerischen Zeiten. Hrsg. im Auftrag von: Friedensbüro Hannover – Komitee Friedenswoche / Geschichtswerkstatt Hannover e.V.; Hahn, Hannover 1992, ISBN 3-7752-5869-8
- Papier, Pulver und sanfte Energie. Alltag und Technik im vorindustriellen Mühlengewerbe. Münster 1993, ISBN 3-89473-531-7
- Komplexe Geschichte. Systemtheorie, Selbstorganisation und Regionalgeschichte. Von der Papiermühle zur Pulverfabrik. Ein historischer Längsschnitt der Gemeinde Bomlitz. Universität, Dissertation, Hannover 1994
- Geschichte des Truppenübungsplatzes Bergen. Münster 1996, ISBN 3-8258-2753-4
- Selbstorganisation und Chaostheorie in der Geschichtswissenschaft. Das Beispiel des Gewerbe- und Rüstungsdorfes Bomlitz 1680 – 1930. Leipziger Univ.-Verlag, Leipzig 1998, ISBN 3-933240-10-7
- (als Bearb.:) Homosexuelle in Konzentrationslagern. Vorträge. Wissenschaftliche Tagung, 12./13. September 1997, KZ-Gedenkstätte Mittelbau-Dora, Nordhausen. Westkreuz-Verlag, Berlin/Bonn/Bad Münstereifel 2000, ISBN 3-929592-51-7
- (als Hrsg.:) Geschichtsbilder – Formen der Erinnerung. Friedrich, Seelze 2001; ISBN 3-617-25066-1
- Beginen – „Kommunardinnen“ des Mittelalters? Die „via media“ in Hannover. In: Frauenwelten. Biographisch-historische Skizzen aus Niedersachsen. (Hrsg.: Angela Dinghaus), S. 19–32
- Controlling und Monitoring - Erfahrungen aus der praktischen Arbeit mit der RS 10. In: Kleinfeld, A., Martens, A. (eds) CSR und Compliance. Management-Reihe Corporate Social Responsibility. Springer Gabler, Berlin, Heidelberg 2018, ISBN 978-3-662-56213-0, S. 303–318